# Jacob Grimm
Jacob Ludwig Karl Grimm, nemški jezikoslovec in pravljičar, * 4. januar 1785, † 20. september 1863.
Jacob Grimm velja za utemeljitelja nemške filologije. 
Na svoji akademski poti je bil Jacob Grimm med drugim profesor na Univerzi Göttingen in Humboldt-Univerzi v Berlinu. Na povabilo kralja Friedricha Wilhelma IV. je 1841 postal tudi član Pruske akademije znanosti. 
Skupaj s svojim bratom Wilhelmom velja Jacob Grimm za utemeljitelja nemškega jezikoslovja, nemške filologije in raziskovanja starogermanstva. Utemeljil je zakon o razvoju praindoevropskih zapornikov v germanskih jezikih, ki se po njem imenuje Grimmov zakon. 
Znan je bil po svoji konfliktnosti, med drugim se je v povezavi s svojim raziskovanjem nemške filologije sprl tudi z Friedrichom Heinrichom in Johannom G. G. Büschingom, kar je postalo kasneje znano kot „vojna znanosti“. 
Njegova slava izvira predvsem iz njegovih del, ki jih je spisal skupaj s svojim bratom Wilhelmom - knjige „Pravljice bratov Grimm“ in dela „Nemški slovar“. 
Pravljice bratov Grimm:

| Slovenski naslov     | Nemški naslov                     |
| -------------------- | --------------------------------- |
| Janko in Metka       | Hänsel und Gretel                 |
| Motovilka            | Rapunzel                          |
| Mama Greta           | -                                 |
| Trnuljčica           | Dornröschen                       |
| Pepelka              | Aschenputtel                      |
| Sinica in medved     | Der Hund und der Sperling         |
| Sneguljčica          | Schneewittchen                    |
| Zlata goska          | Die goldene Gans                  |
| Rdeča Kapica         | Rotkäppchen                       |
| Železna peč          | Der Eisenofen                     |
| Poroka gospe Lisice  | Der Fuchs und die Frau Gevatterin |
| Železni mož          | Der Eisenhans                     |
| Bremenski Muzikantje | Die Bremer Stadtmusikanten        |